# فياتوريس
بلدية فياتوريس (بالإسبانية: Villatorres) هي بلدية تقع في مقاطعة خاين التابعة لمنطقة أندلوسيا جنوب إسبانيا.

## الديموغرافيا
بلغ عدد سكان بلدية فياتوريس 4.431 نسمة عام 2011 (وفقاً للمعهد الوطني الإسباني للإحصاء).
| 4.079 | 4.539 | 4.322 | 4.324 | 4.392 | 4.445 | 4.431 |